# Ingrid Becker
Ingrid Mickler-Becker (Geseke, 26 september 1942) is een politicus uit Duitsland.
Becker nam viermaal deel aan de Olympische Zomerspelen, tweemaal voor West-Duitsland en tweemaal met het Duits eenheidsteam. Waar veel Olympische atleten met een of twee onderdelen deelnemen, nam Becker deel aan het hoogspringen in 1960, verspringen en vijfkamp in 1964, 4x100 meter estafette, verspringen en vijfkamp in 1968 en de 100 meter sprint, 4x100 meter estafette en verspringen in 1972.
In 1968 behaalde ze een gouden medaille op de vijfkamp, en in 1972 met het West-Duitse estafette team op de 4x100 meter.
Na haar atletiekcarrière werd Mickler-Becker Staatssecretaris van Bundesland Rheinhland-Pfalz.
- Gemeinsame Normdatei: 1012433102
- International Standard Name Identifier: 0000 0004 4884 7083
- MusicBrainz: f2847712-936c-40ce-87c4-88993e2b5bf0
- Virtual International Authority File: 171745052

1964: Irina Press ·
1968: Ingrid Becker ·
1972: Mary Peters ·
1976: Siegrun Siegl ·
1980: Nadezjda Tkatsjenko